# Шпак-малюк полінезійський
Шпак-малю́к полінезійський (Aplonis tabuensis) — вид горобцеподібних птахів родини шпакових (Sturnidae). Мешкає на островах Полінезії. Виділяють низку підвидів.

## Опис
Довжина птаха становить 20 см, вага 52-69 г. Голова і верхня частина тіла темно-коричневі з пурпуровим відблиском, нижня частина тіла світло-коричнева, груди і горло поцятковані темними смужками. Дзьоб короткий, міцний, на кінці дещо гачкуватий. Лапи темно-коричневі, очі червонувато-карі. В залежності від підвиду забарвлення птаха може бути світлішим або темнішим. Спів — високий, мелодійний, подвійний посвист, що регулярно повторюється. 

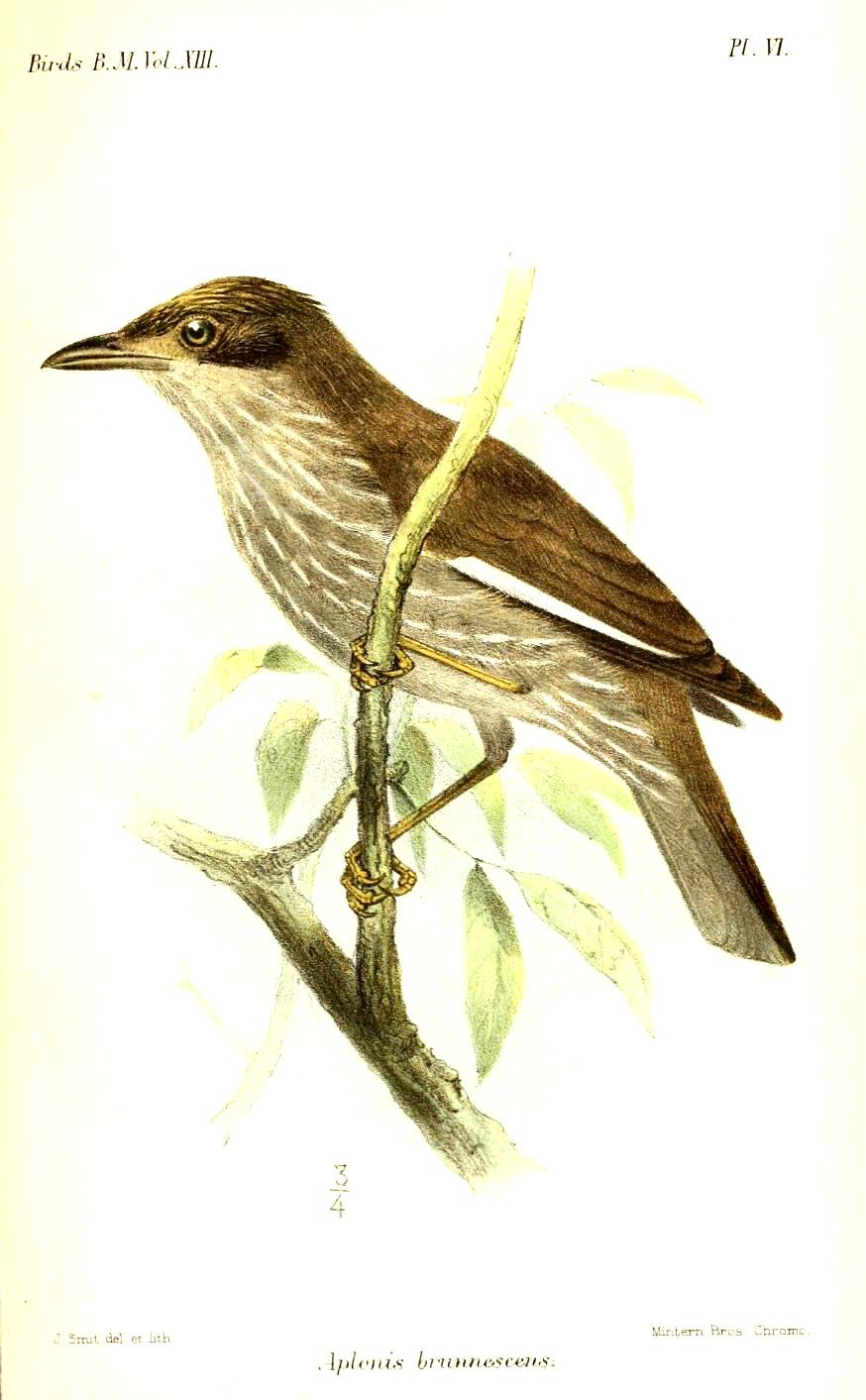
Полінезійський шпак-малюк (підвид A. t. brunnescens)

## Підвиди
Виділяють дванадцять підвидів:
- A. t. pachyrhampha Mayr, 1942 — острови Санта-Крус (Соломонові Острови);
- A. t. tucopiae Mayr, 1942 — острів Тікопіа (Соломонові Острови);
- A. t. rotumae Mayr, 1942 — острів Ротума (Фіджі);
- A. t. vitiensis Layard, EL, 1876 — Фіджі (за винятком сходу);
- A. t. manuae Mayr, 1942 — острови Мануа[en] (Американське Самоа);
- A. t. tabuensis (Gmelin, JF, 1788) — острови Лау[en] (Фіджі), південна Тонга;
- A. t. fortunae Layard, EL, 1876 — острови Футуна;
- A. t. tenebrosa Mayr, 1942 — острови Ніуатопутапу і Тафахі[en] (північна Тонга);
- A. t. nesiotes Mayr, 1942 — острів Ніуафооу (Тонга);
- A. t. brunnescens Sharpe, 1890 — Ніуе;
- A. t. tutuilae Mayr, 1942 — острів Тутуїла (Американське Самоа);
- A. t. brevirostris (Peale, 1849) — західне Самоа.

## Поширення і екологія
Полінезійські шпаки-малюки мешкають на Фіджі, Тонзі, Соломонових Островах, Самоа, Американському Самоа, Ніуе та на островах Волліс і Футуна. Вони живуть в тропічних лісах, садах і на плантаціях.

## Поведінка
Полінезійські шпаки-малюки живуть поодинці та невеликими зграйками. Живляться комахами і плодами. На тих островах, де мешкає самоанський шпак-малюк, полінезійські шпаки-малюки живуть в густішому лісі і живляться менш поживними плодами. Гніздо робиться з сухих рослинних волокон і розміщується в дуплі або на верхівці зламаної пальми. В кладці 2-3 блакитнуватих яйця, поцяткованих червонувато-коричневими плямками.